# Ariel Goldenberg
 (février 2014).
Si vous disposez d'ouvrages ou d'articles de référence ou si vous connaissez des sites web de qualité traitant du thème abordé ici, merci de compléter l'article en donnant les références utiles à sa vérifiabilité et en les liant à la section « Notes et références ».
Pour les articles homonymes, voir Goldenberg.
Ariel Goldenberg, né le 2 février 1951 à Buenos Aires et mort le 14 juillet 2021 à Nîmes, est un impresario et homme de théâtre français d'origine argentine.

## Biographie
Il s'établit en France à partir de 1974.
Sa carrière commence en 1975 avec des postes décisionnaires au sein du Festival de Nancy, dirigé alors par Jack Lang.
Il est engagé en 1989 à la tête de la MC93 Bobigny (Maison de la culture de Seine-St-Denis) par le conseil d'administration unanime, où sont représentés, à égalité : l'État, la Ville de Bobigny et le département de la Seine-Saint-Denis, cofinanceurs de la Maison ; il succède à René Gonzalès. Très soutenu par le CICDA, nouvellement créé par le département, il fait connaître en France un jeune artiste, issu d'une famille américaine francophone : Peter Sellars, créateur d'un Don Juan resté célèbre. Avec lui l'opéra poursuit une pénétration en « banlieue », pénétration entamée quelques années auparavant, par une Jeanne au bûcher d'Arthur Honegger, en plein air, dans le Parc de La Courneuve.
Il devient en 1989 le directeur de la Maison de la culture de Bobigny, jusqu'en 2000, date où il quitte ce poste pour assumer celui du directeur de Théâtre de Chaillot, jusqu'en 2008.
Il meurt à Nîmes le 14 juillet 2021, à l'âge de 70 ans. Incinéré, son urne funéraire est déposée au cimetière du Père-Lachaise, dans une chapelle transformée en mini-columbarium (division 49, avenue Feuillant en première ligne).